# NGC 1208
NGC 1208 је лентикуларна галаксија у сазвежђу Еридан која се налази на NGC листи објеката дубоког неба.
Деклинација објекта је - 9° 32' 27" а ректасцензија 3h 6m 11,7s. Привидна величина (магнитуда) објекта NGC 1208 износи 12,5 а фотографска магнитуда 13,4. NGC 1208 је још познат и под ознакама MCG -2-8-47, IRAS 03037-0943, PGC 11647.